# Austroplex goldfinchi
Austroplex goldfinchi är en tvåvingeart som beskrevs av M. Josephine Mackerras 1955. Austroplex goldfinchi ingår i släktet Austroplex och familjen bromsar. Inga underarter finns listade i Catalogue of Life.